# Бои за 32-й блокпост
Бои за 32-й блокпост (29 августа — 28 октября 2014 года) — боевые действия за блокпост на трассе Р-66 вблизи с. Смелое и г. Славяносербск Луганской области (Украина). Эпизод войны в Донбассе.

## Боевые действия
32-й блокпост на трассе Р-66 удерживали бойцы 21-й отдельной криворожской бригады Нацгвардии Украины (НГУ), которые впоследствии были заменены на 120 военнослужащих 40-го полка НГУ и 80-й аэромобильной бригады ДШВУ. После заключения Минского перемирия командиры сепаратистов заверили, что не будут открывать огня и договорились построить собственный опорный пункт между 31-м и 32-м блокпостом. Однако вскоре они начали блокирование 32-го блокпоста, препятствуя доставке туда воды, провизии и боеприпасов.
Украинское командование предприняло попытки прорыва блокады 32-го блокпоста, однако эти попытки заканчивались потерями бронетехники. 15 октября украинский танк уничтожил противотанковый расчет сепаратистов под командованием старшего лейтенанта 200-й мотострелковой бригады РФ Евгения Трундаева.

## Итог
В результате блокады, к концу октября часть личного состава 32-го блокпоста страдала от болезней и упадка сил. В ходе переговоров на местном уровне с российским военным командованием была достигнута договоренность о выходе украинских войск с оружием с 32-го блокпоста. Выход состоялся в ночь с 27 на 28 октября по «зеленому коридору» без потерь сторон.

### Комментарии
1. ↑  Старший лейтенант Е. В. Трундаев был удостоен звания Героя России[1]. Обстоятельства гибели Е.В.Трундаева были засекречены на основании указа Президента России В.В. Путина № 273 от 28.05.2015[2]. Россия последовательно отрицает участие военнослужащих РФ в вооруженном конфликте в Донбассе[2].

### Сноски
1. ↑  vzayt, sled. Засекреченные “герои”. sled vzayt (28 декабря 2016). Дата обращения: 22 октября 2017. Архивировано 17 ноября 2020 года.
2. 1 2  Потери российской армии в мирное время стали гостайной Архивная копия от 19 ноября 2020 на Wayback Machine, BBC, 28.05.2015
3. ↑  32 блокпост: Долина смерті між Щастям та Смілим - 24 Канал. 24 Канал. Дата обращения: 18 сентября 2017. Архивировано 21 сентября 2017 года.